# Красикова
Кра́сикова (рос. Красикова) — присілок у складі Юргамиського району Курганської області, Росія. Входить до складу Гороховської сільської ради.
Населення — 83 особи (2010, 64 у 2002).